# Пингри-Гров
Пингри-Гров (англ. Pingree Grove) — деревня в округе Кейн, штат Иллинойс, США. Согласно переписи 2020 года, население составляет 10 365 человек.

## История
Деревня зарегистрирована в 2007 году.
10 февраля 2010 года в Пингри-Гров и прилегающих территориях произошло землетрясение. Удар имел магнитуду 3,8 и максимальную интенсивность в IV балла.

## География
Деревня расположена в северной части округа Кейн. Она граничит с Хэмпширом на западе, Хантли на севере, Гилбертсом на северо-востоке и Элджином на юго-востоке. Через Пингри-Гров проходит магистраль US 20. Чикаго-Луп находится в 72 км к юго-востоку от деревни.
По данным Бюро переписи населения США, Пингри-Гров имеет общую площадь в 9,42 км2. Деревня полностью располагается на суше.

## Население
| Год переписи                                         | Нас.  |  | %±      |
| ---------------------------------------------------- | ----- |  | ------- |
| 1910                                                 | 135   |  | —       |
| 1920                                                 | 115   |  | −14,8%  |
| 1930                                                 | 125   |  | 8,7%    |
| 1940                                                 | 130   |  | 4%      |
| 1950                                                 | 162   |  | 24,6%   |
| 1960                                                 | 173   |  | 6,8%    |
| 1970                                                 | 174   |  | 0,6%    |
| 1980                                                 | 183   |  | 5,2%    |
| 1990                                                 | 138   |  | −24,6%  |
| 2000                                                 | 124   |  | −10,1%  |
| 2010                                                 | 4532  |  | 3554,8% |
| 2020                                                 | 10365 |  | 128,7%  |
| 1910–2020 — перепись населения. Источники: 2010 2020 |       |  |         |